# معركة سهول أبراهام
كانت معركة سهول أبراهام، والمعروفة أيضًا باسم معركة كيبيك، معركة محورية في حرب السبع سنوات (يُشار إليها بالحرب الفرنسية والهندية لوصف مسرح الحرب في أمريكا الشمالية). خاض المعركة، التي بدأت في 13 سبتمبر 1759، الجيش البريطاني والبحرية الملكية ضد الجيش الفرنسي على هضبةٍ خارج أسوار مدينة كيبيك تمامًا على أرض كان يملكها في الأصل مزارع اسمه أبراهام مارتن، ومن هنا جاء اسم المعركة. شارك فيها أقل من 10,000 جندي إجمالًا، ولكنها كانت حاسمة للبت في الصراع بين فرنسا وبريطانيا حول مصير فرنسا الجديدة، فأثرت على التشكيل اللاحق لكندا.
كانت المعركة ذروةً لحصار دام ثلاثة أشهر على يد البريطانيين، واستمرت قرابة الساعة. قاومت القوات البريطانية بقيادة الجنرال جيمس وولف بنجاح تقدم رتلٍ للقوات الفرنسية والميليشيات الكندية بقيادة الجنرال لويس جوزيف، ماركيز دي مونتكالم، باستخدام تكتيكات جديدة أثبتت فعاليتها الكبيرة أمام التشكيلات العسكرية النمطية المستخدمة في معظم النزاعات الأوروبية الكبيرة. أُصيب كلا الجنرالين بجروح قاتلة خلال المعركة؛ أُصيب وولف بثلاث طلقات نارية أنهت حياته في غضون دقائق من بداية الاشتباك وتوفي مونتكالم في صباح اليوم التالي بعد تلقيه رصاصة بندقية أسفل أضلاعه مباشرة. في أعقاب المعركة، أخلى الفرنسيون المدينة.
حاولت القوات الفرنسية استعادة كيبيك في الربيع التالي، وفي معركة سانت فوي، أجبروا البريطانيين على التراجع داخل الأسوار. ومع ذلك، لم يستعد الفرنسيون المدينة أبدًا، وفي عام 1763 تنازلت فرنسا عن معظم ممتلكاتها في شرق أمريكا الشمالية لبريطانيا العظمى في معاهدة باريس.
أصبح النجاح الحاسم للقوات البريطانية في سهول أبراهام والاستيلاء اللاحق على كيبيك جزءًا مما عُرف باسم «أنوس ميرابيليس» (العام الرائع) في بريطانيا العظمى، إشارة إلى العام 1759.

## نظرة عامة
مع دخول حرب السبع سنوات مراحلها الأخيرة خلال عامي 1758 و1759، استأنفت الجيوش البريطانية هجومها على القوات والمستعمرات الفرنسية في شمال شرق أمريكا الشمالية. في عام 1758 وبعد هزيمتهم في معركة كاريلون في شهر يوليو، استولى البريطانيون على لويسبرغ في أغسطس، مما أسفر عن سقوط المقاطعات الأطلسية الكندية في أيديهم، وفتح الطريق البحري لمهاجمة كيبيك. استولى البريطانيون أيضًا على فورت فروتنياك في نفس الشهر، مما أدى إلى خسارة الإمدادات الفرنسية لحملة وادي أوهايو. عندما عقد بعض الهنود المؤيدين للفرنسيين السلام مع البريطانيين، اضطرت فرنسا إلى سحب قواتها. اضطربت القيادة الفرنسية، وتحديدًا الحاكم دي فودروي والجنرال مونتكالم، بسبب النجاحات البريطانية. ومع ذلك، ظلت كيبيك قادرة على حماية نفسها حين كان البريطانيون يستعدون لهجوم ثلاثي المحاور عام 1759.
كان من المتوقع قيادة جيمس وولف لاثني عشر رجل، لكن لم يقابله سوى 7,000 جندي نظامي و400 ضابط و300 جندي مدفعية. كان مدعومًا بأسطول مكون من 49 سفينة و140 مركب صغير بقيادة الأدميرال تشارلز سوندرز.
استعدادًا لاقتراب الأسطول إلى كيبيك، استطلع جيمس كوك قسمًا كبيرًا من النهر، بما في ذلك قناة خطرة تُعرف باسم المعبر. كانت سفينة كوك من أولى السفن التي نزلت إلى النهر، لسبر القناة وتوجيه الأسطول أثناء تحركه؛ وصل وولف ورجاله إلى جزيرة أورليانز في 28 يونيو. حاول الفرنسيون مهاجمة الأسطول عن طريق إرسال سبع سفن مخصصة للاشتعال تجاه فم النهر لإعاقة عملية الإنزال، لكن النيران اشتعلت في السفن باكرًا وتمكن البحارة البريطانيون في قوارب كبيرة طويلة من سحب السفينة المشتعلة بعيدًا عن الأسطول. في اليوم التالي، نزلت قوات وولف على الضفة الجنوبية للنهر في بوينت ليفيس، قبالة كيبيك تقريبًا عبر النهر؛ رُكبت بطارية مدفعية هناك في أوائل يوليو وكادت أن تسوي القسم السفلي من المدينة بالأرض نتيجة القصف.
على الرغم من جو الانهزامية السائد بين القادة، تركزت تحضيرات القوات الفرنسية ومدافعو ميليشيات فرنسا الجديدة للهجمات البريطانية على شاطئ بوبورت. وزع مونتكالم وطاقمه، واللواء فرانسوا دي جاستون، فارس دي ليفيس، والعقيد لويس أنطوان دي بوغافيل، والمقدم دي سينيزيرغو، نحو 12,000 جندي في مجال طوله تسعة كيلومترات في مجموعة من الطابيات المحصنة والبطاريات من نهر سان تشارلز إلى شلالات مونتمورنسي، على امتداد المياه الضحلة من النهر في المناطق التي سبق وأن حاول البريطانيون النزول فيها. قبل وصول البريطانيين، وصل أسطول صغير من سفن الإمداد إلى كيبيك حاملًا معه الإمدادات المطلوبة. من المرجح أن تكون هذه الإمدادات، إضافة إلى تعزيزات عسكرية قوامها 500 جندي، قد ساعدت المقاومة الفرنسية خلال الحصار الطويل.
وجد وولف، عند استقصاء بلدة بوبورت، أن المنازل هناك كانت محصنة ومنظمة بطريقة تسمح بإطلاق نار البنادق من الداخل؛ بُنيت في خط متواصل دون انقطاع على طول الطريق، مما شكل حاجزًا ضخمًا. بالإضافة إلى ذلك، فإن ستارًا من الأشجار على طول نهر مونتمورنسي جعل الاقتراب من هذا الطريق خطيرًا. في 31 يوليو، أسفرت أول محاولة جادة لقوات وولف في النزول على الشاطئ الشمالي عن معركة بوبورت، والمعروفة أيضًا باسم معركة مونتمورنسي. حاول نحو 3,500 جندي، مدعومين بقصف مكثف، النزول لكنهم تعرضوا لإطلاق نارٍ في مياه النهر الضحلة. حاول عناصر من وحدة رماة قنابل (غرينادير) لويزبورغ، بعد أن وصلوا إلى الشاطئ، شن هجوم غير منظم على المواقع الفرنسية، لكنهم تعرضوا لإطلاق نار كثيف؛ أنهت عاصفة رعدية القتال وسمحت لوولف بسحب قواته بعد أن خسر نحو 450 ضحية مقابل 60 ضحية خسرها مونتكالم.
شعر بعض الضباط الفرنسيين أن الخسارة في معركة مونتمورنسي ستكون آخر هجوم بريطاني؛ كتب فودروي بعد ذلك «لم يعد لدي أي قلق بشأن كيبيك. أؤكد لكم أن وولف لن يحرز أي تقدم... لقد اكتفى بخسارة نحو 500 من أفضل جنوده». توقع هجومًا آخر في غضون أيام. شعر آخرون في المعسكر الفرنسي أن الحملة قد انتهت.
خلال الفترة المتبقية من الصيف، تغير تركيز وولف، ربما بسبب الإحباط إزاء تكتيكات مونتكالم. هاجمت قوات وولف، إلى جانب قوات الصاعقة البرية الأمريكية، مستوطنات فرنسية صغيرة على طول نهر سانت لورانس ودمرتها. دُمر ما يقدر بنحو 1,400 منزل ومزرعة حجرية، وقُتل العديد من المستعمرين. كان المسعى، على الأرجح، محاولة لإجبار جيش مونتكالم على الخروج من حصونه، لكنه لم ينجح. ومع ذلك، قللت الهجمات عدد الموردين المتاحين للفرنسيين، إذ نجحت البحرية البريطانية في محاصرة الموانئ في فرنسا، ولو أنها لم تتمكن من السيطرة على سانت لورانس بالكامل.